# أنيكا تود
أنيكا تود هي دراجة كندية، ولدت في 11 مارس 1990.

## وصلات خارجية
- أنيكا تود على موقع الاتحاد الدولي للدراجات (الإنجليزية)
- أنيكا تود على موقع أرشيف الدراجات (الإنجليزية)
- أنيكا تود على موقع إحصائيات الدراجات الإحترافية (الإنجليزية)